# أفان
أفان (الأرمينية: Ավան վարչական շրջան)، هي واحدة من 12 مقاطعة في يريفان، عاصمة أرمينيا حيث تشكل البوابة الشمالية للمدينة بتعداد سكاني يقدر بـ 51،000 نسمة.
كانت أفان في الأصل قرية قديمة تقع على المشارف الشمالية الشرقية ليريفان، حيث كانت مأهولة بالسكان منذ عصور ما قبل المسيحية. وخلال القرن العشرين، إبان الحكم السوفياتي تم دمج القرية في العاصمة يريفان.
وفقا لتعداد سكان عام 2011، يبلغ عدد سكان المحافظة حاليا 53،231 شخص.

## معرض صور

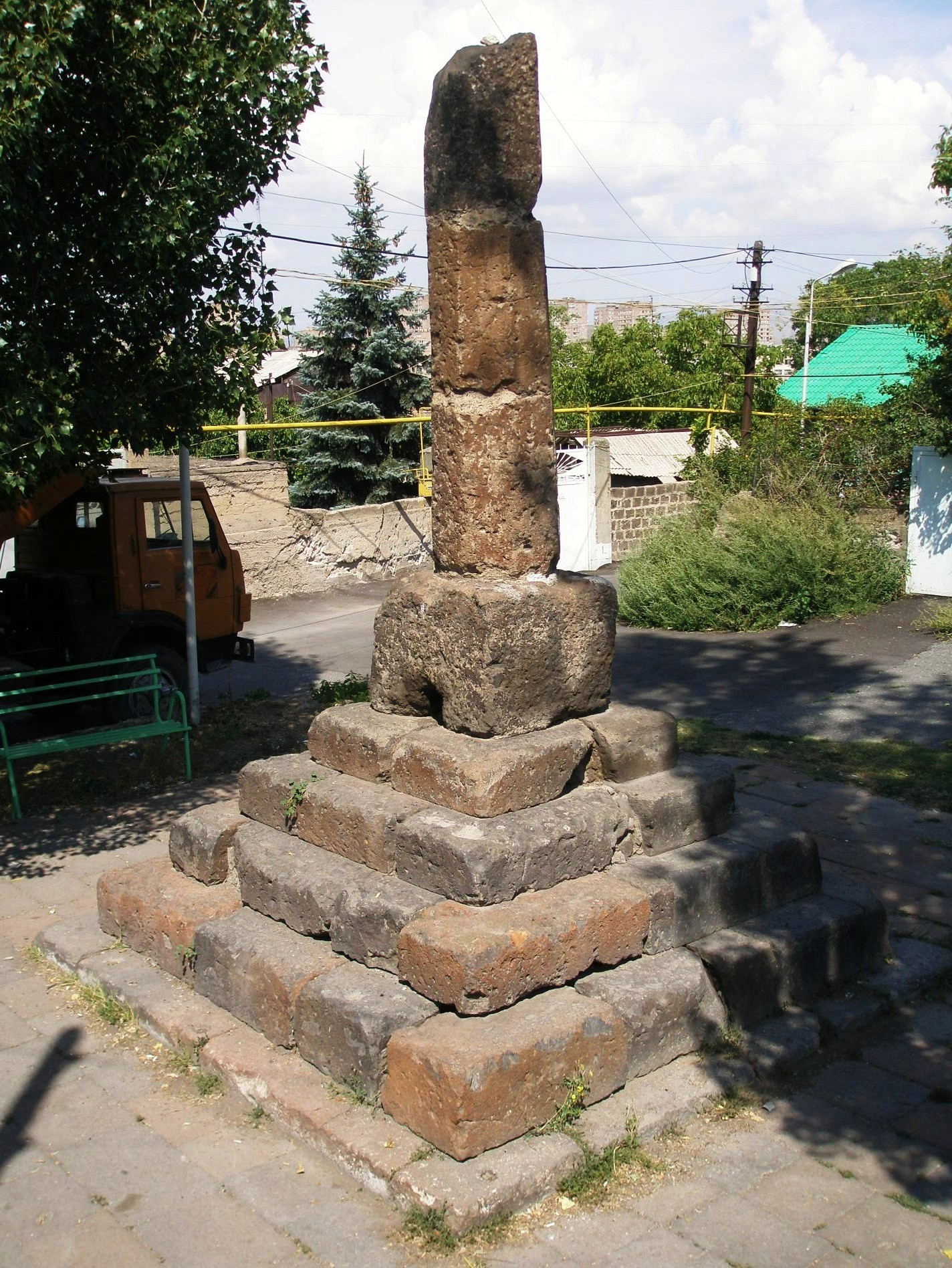
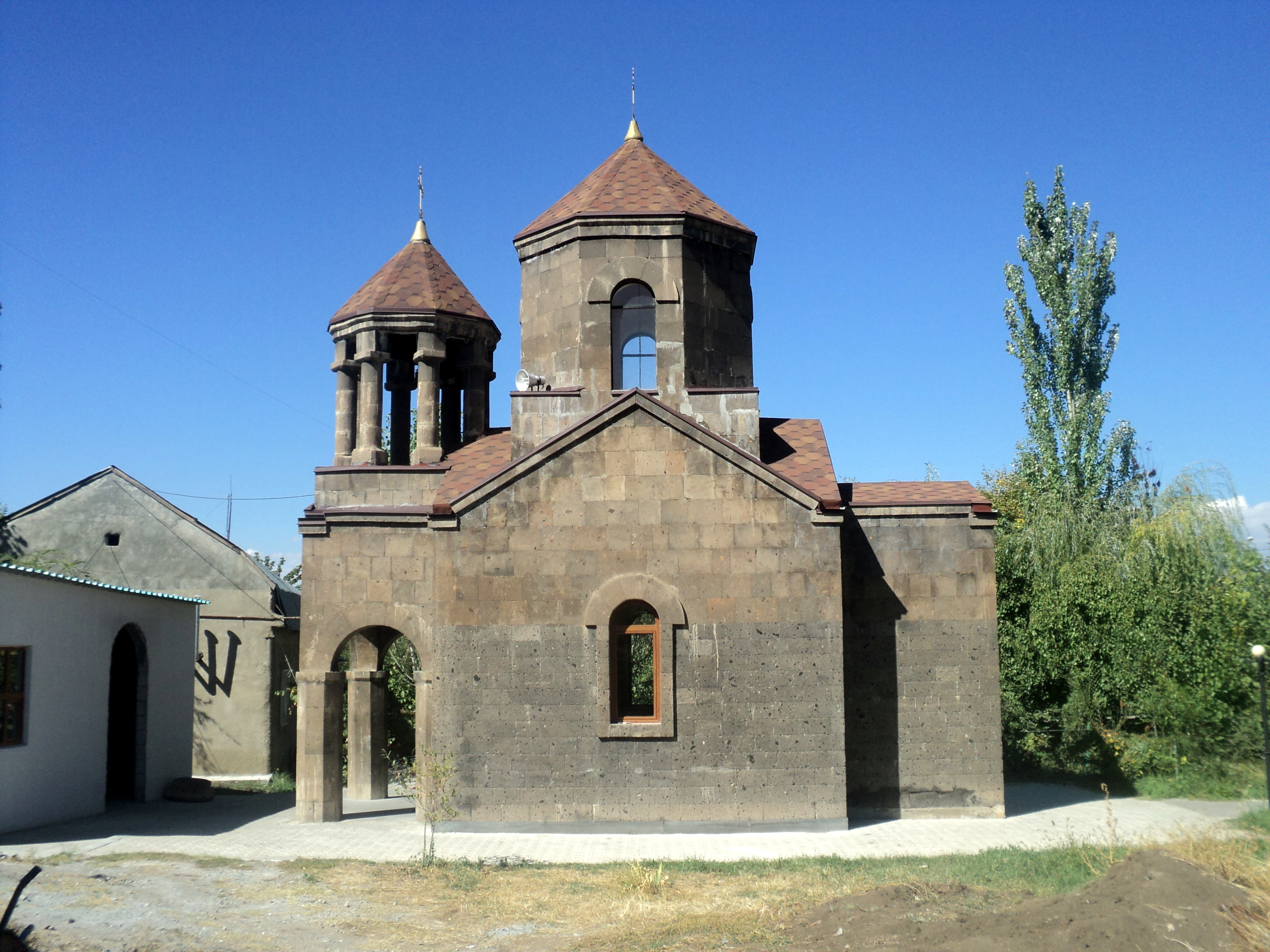
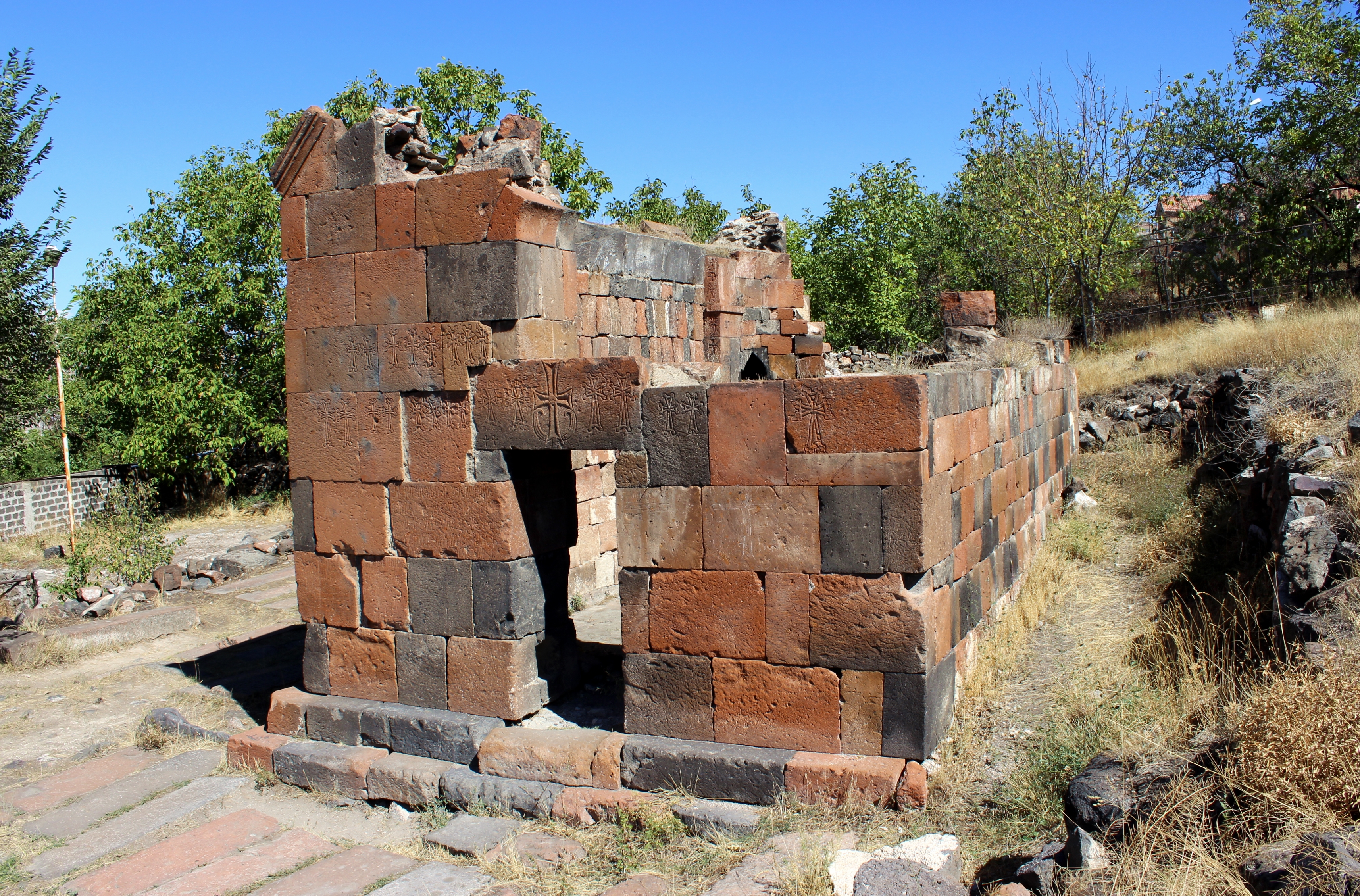
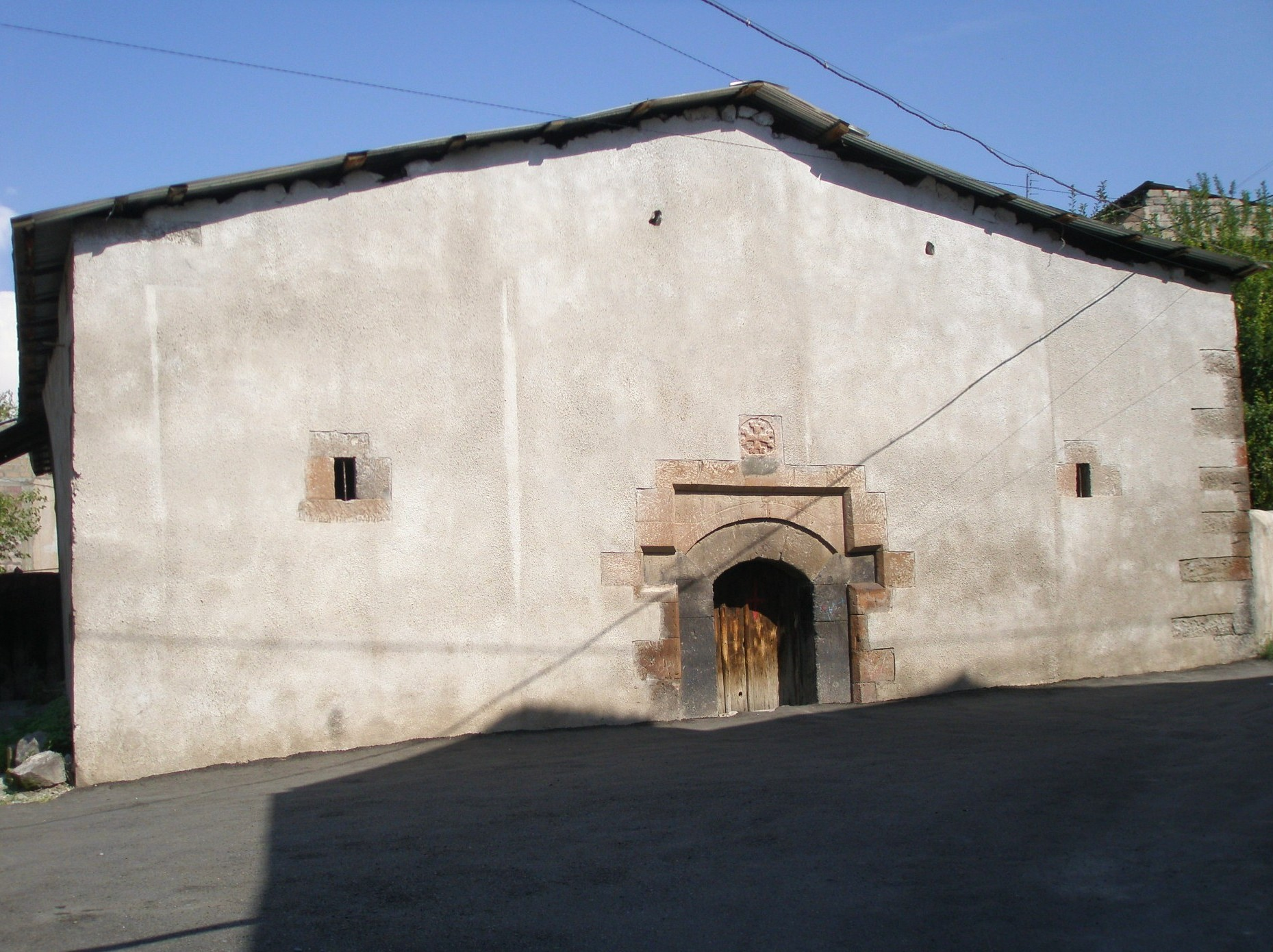